# Alkè ATX 100 E
Der Alkè ATX 100 E ist ein kompaktes Elektronutzfahrzeug des italienischen Herstellers Alkè. Auf Grund seiner Bauart (Breite 1,23 Meter) können auch für Kfz nicht geeignete Fußwege benutzt werden. Durch die De-Dion-Achsen ist der ATX 100 E begrenzt geländegängig.
Bekannt wurde es als Letzi-Mobil, ein offener Krankentransporter für eine Person für kurze Distanzen, wie er im Stadion Letzigrund in Zürich ab September 2007 erstmals zum Einsatz kam. Internationale Aufmerksamkeit erhielt es  während der Fußball-Europameisterschaft 2008, unter anderem in der Begegnung Frankreich-Italien.
Auf der rechten Seite des Letzi-Mobils befindet sich eine abnehmbare Normtrage aus Kunststoff. Außer einem Fahrersitz auf der linken Seite befindet sich dahinter noch ein Sitzplatz (Rücken/Rücken) für einen Arzt oder Sanitäter. Das Fahrzeug erlaubt den schonenden Abtransport beispielsweise eines Fußballspielers aus einem Stadion und ersetzt teilweise den Transport durch Träger. Dabei können Wege mit deutlich niedrigerem Querschnitt benutzt werden als mit einem herkömmlichen Krankentransportwagen. Es erleichtert dabei die Erste Hilfe und Behandlung des auf der Krankentrage liegenden Sportlers bis zur Übergabe an einen Arzt oder den regulären Krankentransportwagen. Das Spielfeld selbst kann dadurch möglicherweise schneller freigegeben werden. 

## Daten
- Hersteller: Alkè[2], Padua, Italien
- Importeur und Modifikationen: MultiOne, Herrliberg (Schweiz)[3]
- Ausstattung: Notfallausrüstung Walenzki[4]
- Typenbezeichnung: ATX 100 E
- Antriebsart: Elektromobil
- Leistung: bis 20 kW
- Geschwindigkeit: bis 30 km/h[5]